# جسر يبنا
جسر يبنا هو جسر مقوس من العهد المملوكي يقع بالقرب من قرية يبنا الفلسطينية المهجرة. يقع الجسر على وادي الصرار.

## التاريخ

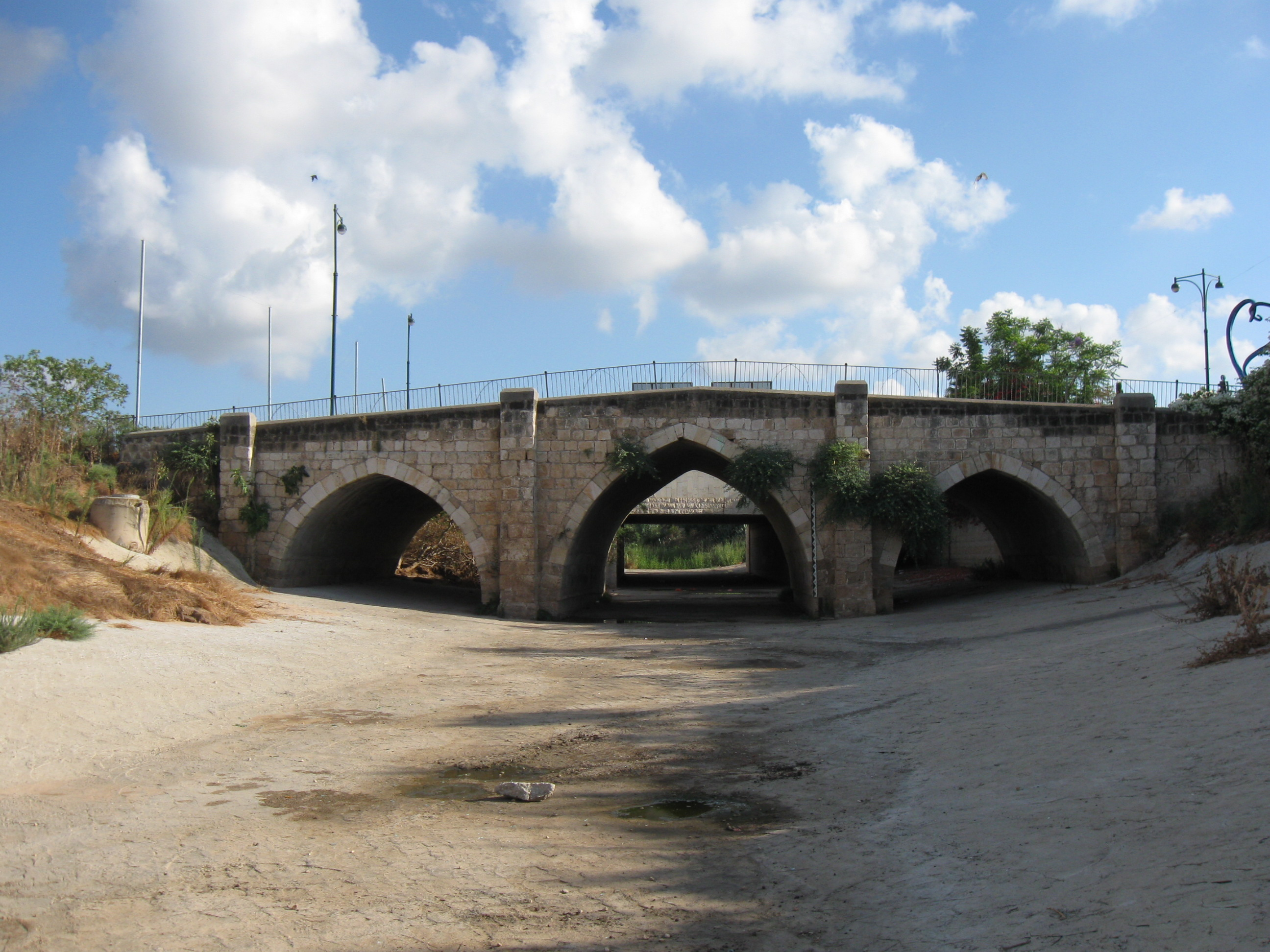
صورة للجهة المقابلة لمجرى التيار من الجسر عام 2010

الجسر هو أحد الجسور التي بناها السلطان المملوكي الظاهر بيبرس في  فلسطين ومصر لتسهيل حركة المواصلات والتنقل بين مصر والشام. قام المستشرق الفرنسي كليرمونت غانيه بدراسة الجسر في القرن التاسع عشر وذكر بأن الجسر قد تم بناءه بين عامي 1273م - 1274م.
في أواخر القرن التاسع عشر، فحص عالم الآثار السويسري ماكس فان بيرشيم الجسر، واكتشف أن الجسر يحتوي على كمية كبيرة من حجارة البناء المعاد استخدامها من فترة الحملات الصليبية، وبعضها يحمل علامات حجارين.

## شكل ومواصفات الجسر
يبلغ طول الجسر 48 مترًا وعرضه 11.5 مترًا. وهو يتألف من ثلاثة أقواس ودعامتين مركزيتين بهما فتحات مثلثة تواجه المنبع ودعامات مواجهة لأسفل مع أعناق مائلة.
الجسر مشابه في التصميم لجسر جنداس جنوب الرملة الأكثر شهرة والمبني في الزمن المملوكي، إلا انه لا يحتوي على أي زخرفة أو نقوش. ومع ذلك، وفقًا لأندرو بيترسن، هناك "نقش أو توقيع محتمل" على حجر في الطرف الجنوبي للجسر.